# Minda Ramm
Minda Mathea Olava Ramm, född den 27 december 1859 i Sogndal, död den 11 april 1924, var en norsk författarinna. Hennes debutbok Lommen gavs ut 1896 och blev uppmärksammad för skildringen av de motstridiga idealen som kvinnor i skolmiljön i Oslo (som då hette Kristiania) måste förhålla sig till. Minda Ramm skrev sammantaget fyra romaner och därtill ett par noveller. Förutom hennes debutroman är hennes sista roman Fotfæstet (på svenska Fotfästet), utgiven 1918, som är det mest kända av hennes verk.

## Liv och författarskap
Minda Ramm utbildade sig i Oslo och avlade candidatus realiumexamen 1890. Hon var som ung student aktiv inom kvinnosakskretsar och medlem i studentföreningen Skuld, där bland andrat även Anna Bugge var medlem, en förening som kom att vara ett frö för bildandet av Norsk Kvinnesaksforening 1884. Senare kom Minda Ramm dock att ställa sig kritisk till kvinnosaksrörelsen. År 1893 gifte hon sig med författaren Hans E. Kinck och äktenskapet kom att ge två barn.
Minda Ramm debuterade som författare 1896 med romanen Lommen. Denna relativt korta debutroman är en skildring av kvinnors villkor och relationer inom skolmiljön i Oslo på 1800-talet. Verket tolkades när det gavs ut som antifeministiskt av kvinnosaksrörelsen i Oslo och engagerade medlemmar inom denna uttryckte besvikelse över att en bildad kvinna som ansetts vara en i deras krets skrev ett sådant verk. Romanen lovordades dock för att vara estetiskt intressant, även av dem inom kvinnosaksrörelsen som tolkat den som antifeministisk. Samtidigt som romanen tolkades antifeministiskt ansågs den vara erotiskt djärv och den kom att uppfattas som en nyckelroman om kvinnor i Oslos akademiska miljö under 1800-talet.
Den andra romanen av Minda Ramm som gavs ut var Overtro. Skildringer fra ottiårene från 1898. Den fick dock olik debuten ingen större uppmärksamhet och hade föga framgång. 1909 gavs hennes tredje roman Valgaar ut, en satirisk skildring av livet i ett litet samhälle.
År 1918 gavs Minda Ramms fjärde och sista roman Fotfæstet (svensk titel Fotfästet) ut och denna kom att räknas som hennes bästa. Romanen har ett civilisationskritisk drag och gestaltar människans kluvenhet mellan naturen och kultur.
Minda Ramm var faster till Fredrik Ramm.